# Akhmatova (opéra)
Pour les articles homonymes, voir la poétesse éponyme Anna Akhmatova.

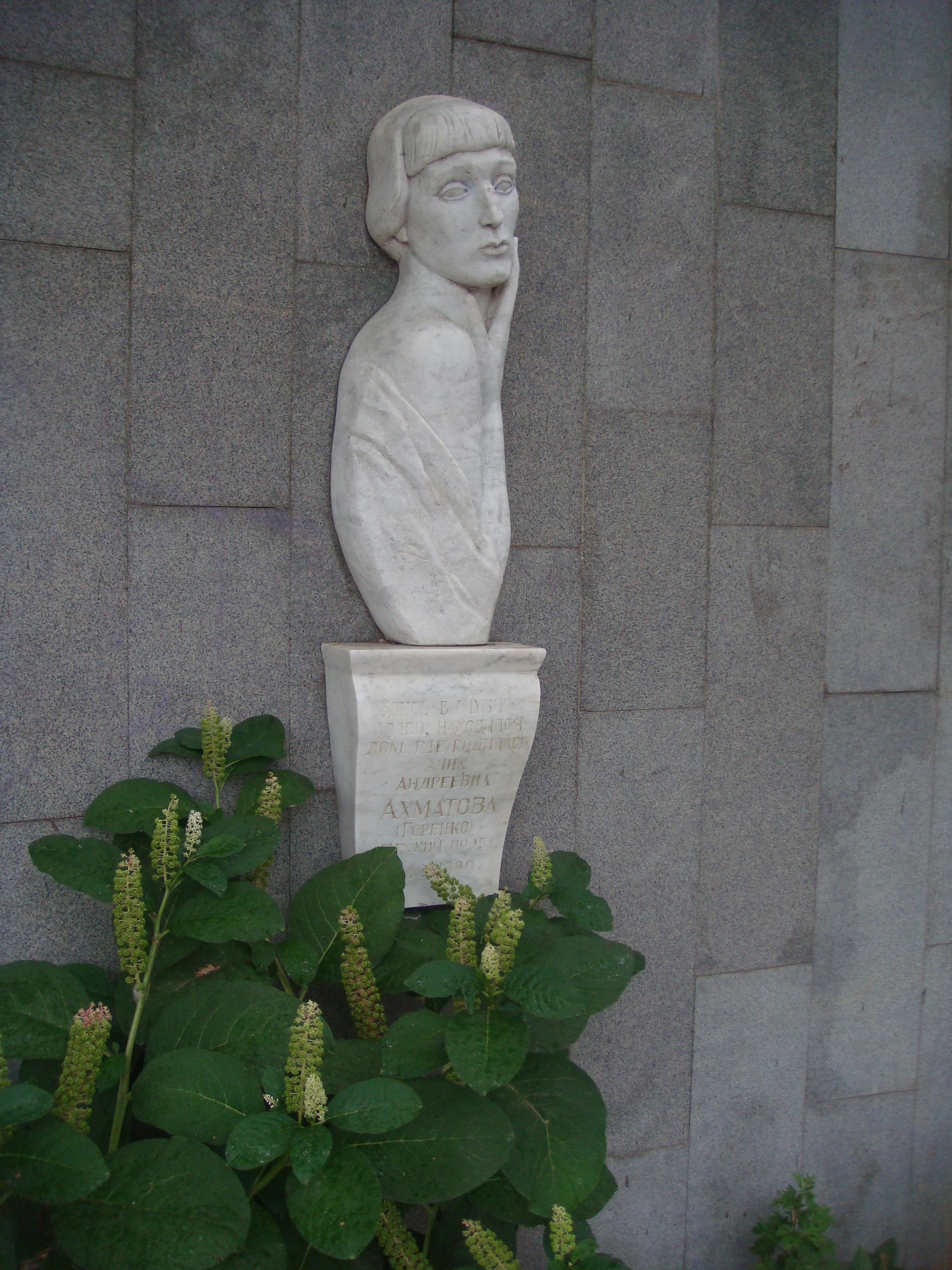
Buste d'Akhmatova à Odessa

Akhmatova est un opéra dont la création a lieu à l'Opéra Bastille de Paris le 28 mars 2011. Cette œuvre traite de la vie de la poétesse russe Anna Akhmatova (1889-1966). Le livret est de Christophe Ghristi, la musique de Bruno Mantovani et la mise en scène de Nicolas Joël, directeur de l'Opéra de Paris.

## Distribution
Lors de la création mondiale les rôles étaient tenus par les interprètes suivants:
- Janina Baechle : Akhmatova
- Atilla Kiss : Lev Goumiliov
- Lionel Peintre : Nikolaï Pounine
- Varduhi Abrahamyan : Lydia Tchoukovskaïa
- Valérie Condoluci : Faïna Ranevskaïa
- Christophe Dumaux (le représentant de L'Union des écrivains)
- Fabrice Dalis (un sculpteur, un universitaire anglais)

Orchestre de l'Opéra national de Paris, dir. Pascal Rophé
et Chœur de l'Opéra national de Paris, dir. Patrick Marie Aubert
Nicolas Joel (mise en scène), Wolfgang Gussmann (décors et costumes), Hans Toelstede (lumières)